# São Miguel do Prado
São Miguel do Prado es una freguesia portuguesa del concelho de Vila Verde, con 5,35 km² de superficie y 727 habitantes (2001). Su densidad de población es de 135,9 hab/km².